# بدر العسيري
بدر العسيري (مواليد 5 أغسطس 1981 في تهامة عسير، جنوب المملكة العربية السعودية) هو كاتب وروائي ومهندس معماري سعودي. حاصل على بكالوريوس هندسة التخطيط والتصميم العمراني من جامعة الملك سعود بالرياض. بدأ العسيري مسيرته الأدبية في 2015 من خلال كتاب «مذكرات رجل خائف» الذي حقق رواجًا كبيرًا بدول الخليج.

## حياته الشخصية
تعرض العسيري وأسرته لحادث سير وتوفي بسببه أحد الأشخاص المقربين له، ويقول عن ما إذا كان ذلك دافعه الأول للكتابة: «في واقع الأمر لم تكن البداية الحقيقية لمحاولاتي الكتابية، لكنها البداية الفعلية التي نقلتني من مجرد مدوّن، أو مهتم بالمنتديات على الشبكة العنكبوتية لعالم النشر الورقي والتأليف، كنت أعتقد دائمًا أن الوقت ما يزال مبكرًا لارتكاب جنونٍ كهذا، فالدخول إلى عالم الأدب هو بالنسبة لي مغامرة ومخاطرة مخيفة، كنت مترددًا للغاية وحادثة الفقد لم تكن سوى المحرض على النشر، إيمانًا مني بأن أحدهم كان بحاجةٍ إليّ». وشبَّه العسيري الحادث بالمنعطف الذي جعله يعيد النظر في أفكاره تجاه الحياة.
يعمل العسيري مهندسًا لحسابه الخاص بعد أن فضلّ الاستقالة من وظيفة حكومية عام 1432 هـ، إذ اعتبر أنه على الرغم من كونها وجاهة اجتماعية إلا أنها لم تكن بقدر طموحه، وانتقد العسيري أوضاع المهندسين في المجتمع، قائلا: «للأسف المهندسين في بلدنا لم يحصلوا على ما يستحقون فهم يعاملون بإجحاف مُستفز لذا القليل جدًا يستمر في القطاعات الحكومية، بينما الكثير يتسربون للقطاعات الخاصة».

## المؤلفات
- مذكرات رجل خائف، مركز الأدب العربي للنشر،[5] 2015.[6]
- وهم بها : لولا أن رأى برهان حزنه، مركز الأدب العربي للنشر،[7] 2020.[8]
- ستينية القلب، مركز الأدب العربي للنشر،[9] 2018.[10]
- أنا وصوت غيابك : نصوص، مركز الأدب العربي للنشر،[11] 2017.[12]
- هزائم الوقت: أوقفوا هذا العالم أريد النزول، مركز الأدب العربي للنشر،[13] 2018.[14]